# Joe Turnesa

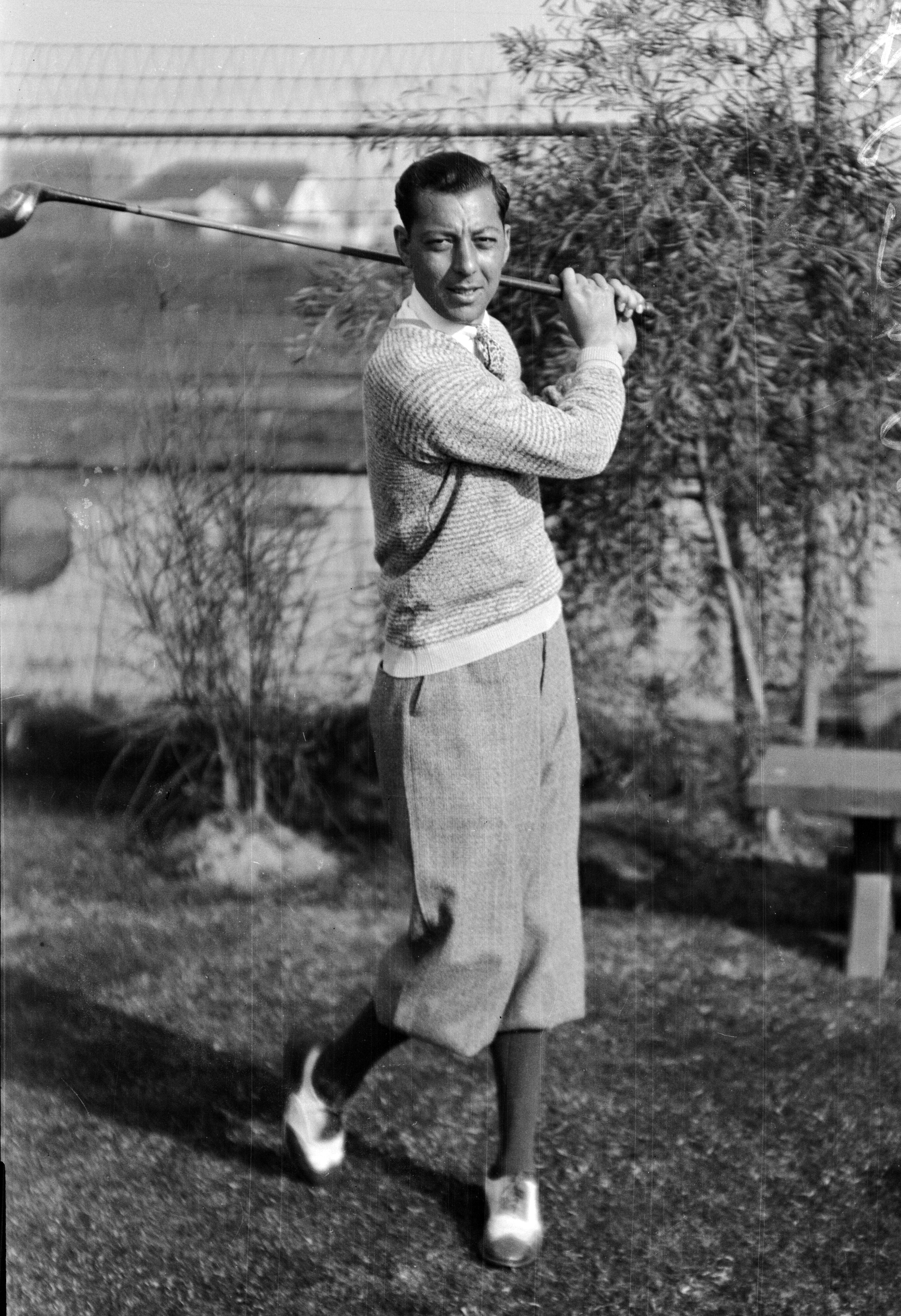
Joe Turnesa

Joseph R. Turnesa (New York, 31 januari 1901 - Florida, 15 juli 1991) was een Amerikaanse golfprofessional. Hij werd Joe genoemd. 
Joe Turnesa had zes broers die allemaal golf speelden: Phil (1896–1987), Frank (1898–1949), Mike (1907–2000), Doug (1909–1972), Jim (1912–1971) en Willie (1914–2001). Willie won het Brits Amateur in 1947 en het US Amateur in 1938 en 1948 en was de enige broer die niet professional werd. Zijn oudere broers gaven hem geld om te kunnen gaan studeren.
Van alle broers behaalde Joe de meeste overwinningen op de Amerikaanse PGA Tour en in 1927 en 1929 speelde hij in de Ryder Cup.  
Joe Turnesa was pro op de Sara Bay Country Club en bleef er lesgeven totdat hij negentig jaar was. Hij was een van de eerste leden van de Amerikaanse PGA en een van de eerste leden van de PGA Tour. Hij was erelid van de Sara Bay Country Club.

## Gewonnen

### PGA Tour
Onder meer:
- 1924: Augusta Open
- 1925: Texas Open, Pennsylvania Open Championship
- 1926: Metropolitan PGA, Sacramento Open
- 1927: Shreveport Open, Ridgewood Country Club Open, Sacramento Open
- 1930: Metropolitan PGA, Massachusetts Open
- 1931: Miami Open
- 1932: Metropolitan PGA, Grassy Spain Course Tournament
- 1933: Mid-South Open (tie met Willie Macfarlane en Paul Runyan)

### Europa
Onder meer:
- 1929: Yorkshire Evening News Tournament

### Elders
Onder meer:
- 1931 Florida Open (tie met Wiffy Cox)
- 1934 Long Island Open
- 1938 Long Island Open
- 1940 Long Island Open

## Memorial
Ieder jaar wordt het Joe Turnesa Memorial toernooi gespeeld. Van de opbrengst worden ieder jaar enkele studiebeurzen uitgereikt door zijn zoon Joe. In 2012 werd de 50ste studiebeurs uitgereikt.